# Kosmos 2229
Kosmos 2229, ruski satelit za biološka istraživanja iz programa Kosmos. Vrste je Bion (br. 10).
Lansiran je 29. prosinca 1992. godine u 13:30 s kozmodroma Pljesecka, startni kompleks br. 43/3. Lansiran je u nisku orbitu oko planeta Zemlje raketom nosačem Sojuz-U 11A511U. Orbita mu je bila 217 km u perigeju i 373 km u apogeju. Orbitni nagib bio je 62,81°. Spacetrackov kataloški broj je 22300. COSPARova oznaka je 1992-095-A. Zemlju je obilazio za 90,41 minutu. Pri lansiranju bio je mase 6000 kg. 
Satelit je nosio dva majmuna, kukce, vodozemce, biljke i stanične kulture. Istraživalo se utjecaj radijacije. Letjelica je zasnovana na izviđačkom satelitu Zenit. 
Sletio je na Zemlju 10. siječnja 1993. a tijekom misije jedan dio je otpalo je nekoliko dijelova i vratilo se u atmosferu (KBE, električno napajanje...).

## Vanjske poveznice
- N2YO.com Search Satellite Database
- Celes Trak SATCAT Format Documentation (engl.)